# Weierstrass (cràter)

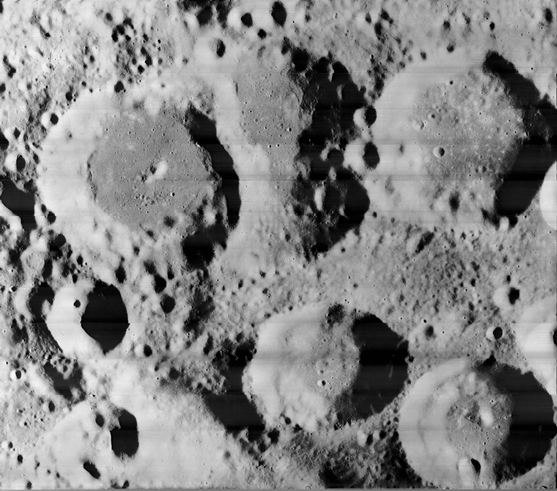
Els cràters Weierstrass (centre a baix), Van Vleck (a baix dreta), Nobili (a dalt esquerra) i Jenkins (a dalt dreta) des de la Lunar Orbiter 1.

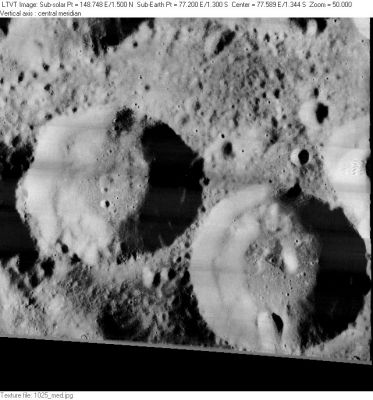
Una altra imatge des de la Piga Orbiter 1

Weierstrass és un petit cràter d'impacte que està unit al bord nord de la plana emmurallada del cràter Gilbert, en la part oriental de la Lluna. També es troba molt prop del cràter Van Vleck, una formació similar situada al sud-est, que està gairebé unida a la vora exterior de Weierstrass. A causa de la seva ubicació, el cràter apareix escorçat quan s'observa des de la Terra.

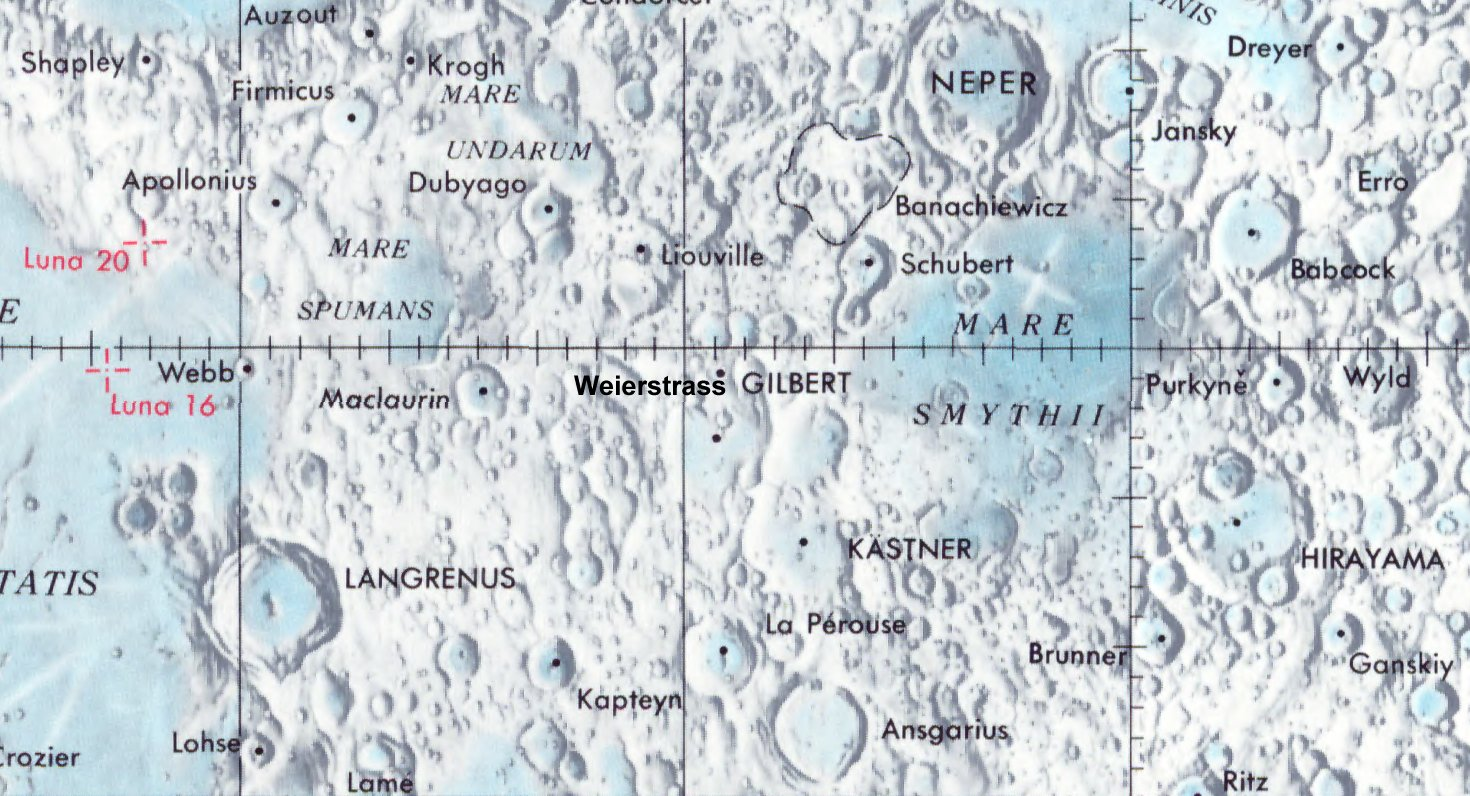
Localització de Weierstrass (centre de la imatge)

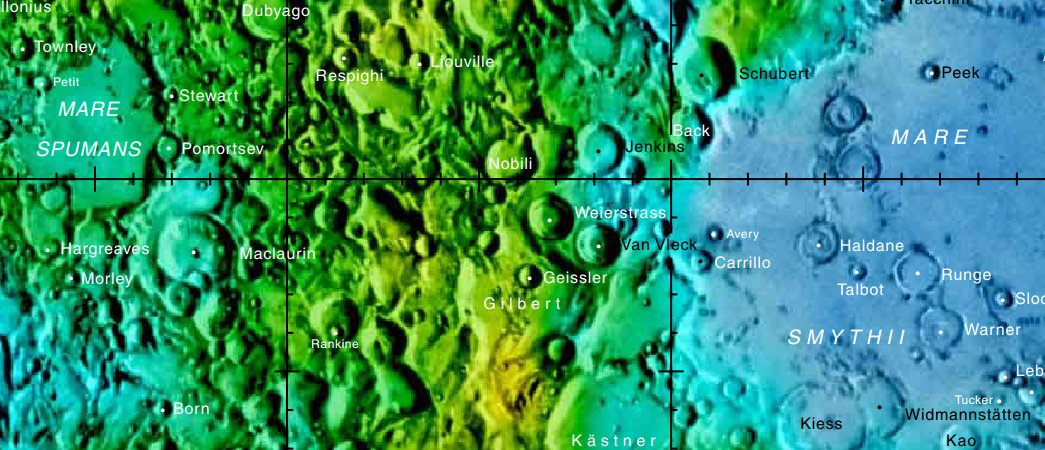
Entorn del cràter

La seva vora exterior és ovalat, més allargat en l'eix est-oest. Posseeix algunes terrasses despreses en les parets interiors dels costats nord i sud. El sòl interior manca gairebé de trets significatius, amb tan sols alguns petits impactes. Ni la vora ni l'interior estan marcats per cràters d'impacte d'importància.
Aquest cràter va ser designat Gilbert N abans de ser canviat el nom per la UAI en 1976.